# Ачуєвська коса
Ачуєвська коса (рос. Ачуевская коса) — піщана коса, розташована на східному російському узбережжі Азовського моря, поблизу від міста Приморсько-Ахтарськ, приблизно в 20 км південно-західніше від Ясенської коси. Утворює Ахтарський лиман, який є його західним берегом. Адміністративно Ачуєвска коса входить до складу Приморсько-Ахтарського району Краснодарського краю.

## Процес формування і структура
Формування Ачуєвскої коси нерозривно пов'язане з її парною косою Чушка. При північно-східному вітрі наростаюча течія піщаного потоку спрямовується з Темрюцької затоки до мису Ахіллеон, а потім загортається в Керченську протоку, де бере участь у будівництві коси Чушки. А коли дують південно-західні вітри, все повторюється в іншому напрямку: піски з Темрюцького затоки направляються за мис Ачуєвський і нарощують Ачуєвську косу.
Довжина Ачуєвської коси близько 35 км. Орієнтування та морфологія морського берега вказує на велику роль північно-західного хвилювання, яке визначає перенос матеріалу до Ахтарського лиману. Ширина пляжів на морському березі коси змінюється від 5 до 15 м, ухили від 0.01 до 0.02. У складі наносів переважають вапняк і детрит (70-90%), дрібнозернистий кварцовий пісок (10-30%).